# Bạch tuộc đốm xanh lớn
Bạch tuộc đốm xanh lớn, tên khoa học Hapalochlaena lunulata, là một trong 3 (hoặc có lẽ 4) loài của chi Hapalochlaena. Không giống như người anh em phía nam của nó, là bạch tuộc viền xanh và bạch tuộc đốm xanh phía nam chỉ được tìm thấy tại Úc, phạm vi của bạch tuộc đốm xanh lớn bao gồm một phần lớn vùng biển nhiệt đới Tây Thái Bình Dương. Bạch tuộc đốm xanh lớn có thể nặng từ 10 đến 100 gram tùy thuộc vào việc chúng là con non hay con trưởng thành.

## Con mồi
Bạch tuộc đốm xanh lớn ăn chủ yếu là động vật giáp xác như cua và tôm. Ngoài ra, nó ăn cá lạc tới quá gần. Nó bơm một chất độc thần kinh mạnh dễ dàng làm tê liệt con mồi, cho phép bạch tuộc có thể nuốt con mồi của nó.

## Độc tính
Nọc độc của chúng (một loại nước bọt có độc tính mạnh) trong đó bao gồm một chất độc thần kinh được gọi là tetrodotoxin, được sản xuất bởi vi khuẩn trong tuyến nước bọt. Chúng gây tê liệt cơ và ngừng thở trong vòng vài phút tiếp xúc, dẫn đến tim ngừng đập do thiếu oxy.

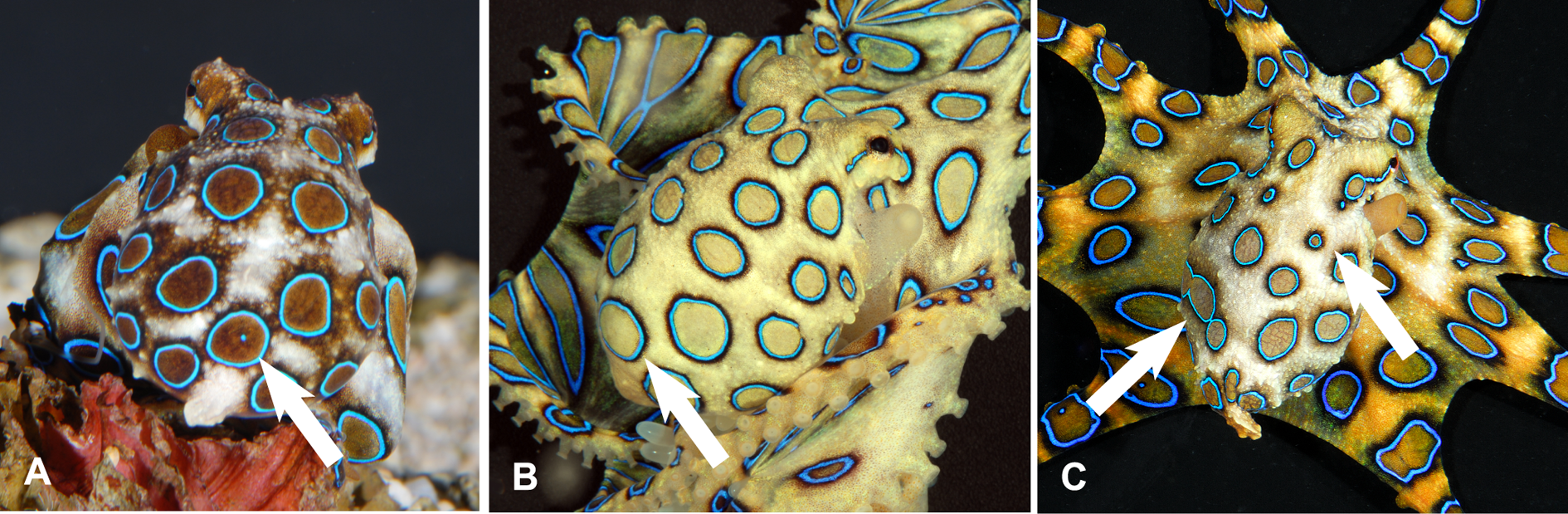
Variable ring patterns on mantles của Hapalochlaena lunulata